# IRAS 16594-4656
IRAS 16594-4656 im englischen auch Water Lily Nebula ist ein präplanetarischer Nebel im Sternbild Altar.